# راي (المملكة المتحدة)
راي (بالإنجليزية: Rye) هو نجع صغير يقع ضمن الرعية المدنية أودهام، في منطقة هارت بمحافظة هامبشاير، إنجلترا.

## الموقع
يقع النجع بالقرب من الطريق السريع A287، الذي يربط بين بلدتي أودهام وفارنهام، ويُعد جزءًا من الريف الإنجليزي التقليدي، إذ يتكوّن من مزرعة كبيرة ومساحة مشاع (common land) محيطة بها.

## المدن المجاورة
أقرب مدينة إلى راي هي هوك، وتبعد حوالي أربعة أميال (6 كيلومترات)، إلا أن النجع يقع على بُعد ميلين فقط (3 كيلومترات) من أودهام، ما يجعلها أقرب مركز إداري وسكاني فعلي.

## وصلات خارجية
- الموقع الرسمي لرعية أودهام
- معلومات عن منطقة هارت – مجلس هارت المحلي